# اس‌تی‌اس-۱۱۳
اس‌تی‌اس-۱۱۳ (انگلیسی: STS-113) یکی از ماموریت‌های برنامه شاتل‌های فضایی بود که در تاریخ ۲۳ نوامبر ۲۰۰۲ از پایگاه فضایی کندی به مقصد ایستگاه فضایی بین‌المللی پرتاب شد. این ماموریت توسط شاتل اندور انجام گرفت و هدف اصلی آن نصب P1 Truss بر روی ایستگاه فضایی بود.